# Wishmastour 2000
Wishmastour 2000 is een verzamelalbum van de Finse metalband Nightwish. Slechts een van de tracks (Wishmaster) heeft op het officiële album Wishmaster gestaan. De andere tracks zijn óf extraatjes van buitenlandse versies van Angels Fall First en Oceanborn óf onuitgegeven versies van liedjes, afkomstig van alle drie de albums.

## Tracklist
1. "Wishmaster"
2. "Sleepwalker (zware versie)"
3. "Passion and the Opera (edit)"
4. "Nightquest"
5. "A Return to the Sea"
6. "Once Upon a Troubadour"